# Подберёзовик болотный
Подберёзовик боло́тный (лат. Léccinum hólopus) — гриб рода обабок (Leccinum) семейства болетовые (Boletaceae). 
Научные синонимы:
- Boletus holopus Rostk., 1844
- Trachypus scaber f. holopus (Rostk.) Romagn., 1939
- Krombholzia holopus (Rostk.) Pilát, 1951
- Trachypus holopus (Rostk.) Konrad & Maubl., 1952

## Описание
Шляпка диаметром до 16 см, выпуклая или подушковидная. Кожица очень светлая, беловатая или бледно-коричневая, с сухой поверхностью.
Мякоть белая, мягкая, слегка зеленоватая, водянистая. На срезе цвет не изменяет, без выраженного вкуса и запаха.
Трубчатый слой беловатый или буровато-серый (у старых грибов).
Ножка удлинённая и тонкая, белая или сероватая.
Споровый порошок охристо-коричневый.

## Экология и распространение
Образует микоризу с берёзой, встречается возле болот, в сырых и мшистых местах в берёзовых и смешанных лесах.
Сезон: с июля по конец сентября.

## Сходные виды
Съедобные:
- Другие подберёзовики

Несъедобные
- Жёлчный гриб (Tylopilus felleus)

## Пищевые качества
Съедобный гриб, менее ценный, чем подберёзовик обыкновенный из-за слишком рыхлой, сильно разваривающейся мякоти, в пищу годятся только молодые грибы.